# Фридрих фон Вильденберг
Фридрих фон Вильденберг (нем. Friedrich von Wildenberg или лат. Fridericus de Wildenbergk) — верховный госпитальер Тевтонского ордена (1313—1317), ландмейстер Тевтонского ордена в Пруссии с 1317 по 1324 годах, великий комтур ордена с 1324 по 1330 года.
Находился в должности комтура Кёнигсберга в 1311—1312 годах. На этой должности в феврале-марте 1311 года он вторгся в литовскую волость в юго-западной Жямайтии Пограуды.
После Генриха Плоцке, оставившим пост ландмейстера в 1309 году, стал последним ландмейстером Ордена в Пруссии. После его ухода в 1324 году на пост великого комтура ордена должность была окончательно отменена.